# Перехід релігійних громад в Україні

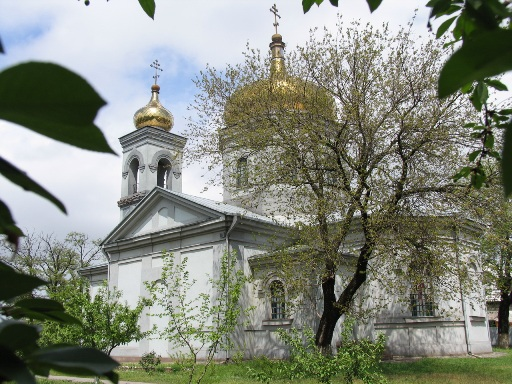
Собор Стрітення Господнього в Херсоні, збудований у 1889 році, у 1997 році перейшов з УПЦ (МП) до УПЦ КП

Перехід релігійних громад в Україні — зміни парафіями церковної юрисдикції з однієї релігійної організації на іншу, які відбуваються в Україні з 1991 року.

## Юридична складова
Зміна церковної юрисдикції здійснюється згідно з ч. 2. ст. 8 Закону України «Про свободу совісті та релігійні організації», де зазначено:
|  | Держава визнає право релігійної громади на її підлеглість у канонічних і організаційних питаннях будь-яким діючим в Україні та за її межами релігійним центрам (управлінням) і вільну зміну цієї підлеглості. |

### Закон №4128-д

#### Ухвалення
У 2016 році у Верховній Раді України був зареєстрований законопроєкт № 4128. 16 січня 2019 року на засіданні Комітету з питань культури і духовності було затверджено нову редакцію даного законопроєкту під назвою № 4128-д. За допомогою нього пропонувалося внести зміни до законів «Про свободу совісті та релігійні організації» та «Про державну реєстрацію юридичних осіб, фізичних осіб — підприємців та громадських формувань».
17 січня 2019 року у Верховній Раді України був проголосований за основу і в цілому законопроєкт № 4128-д щодо зміни релігійними громадами підлеглості. Рішення ухвалено 229 голосами «За». Наступного дня, 18 січня, депутати розглянули 4 законопроєкти від представників партії «Опозиційний блок», в основі яких було скасування ухваленого напередодні закону. Проте жоден із законопроєктів не знайшов необхідної підтримки, тому Голова Верховної Ради України Андрій Парубій підписав законопроєкт № 4128-д. Того ж дня, 18 січня, народні депутати від «Опозиційного блоку» Вадим Новинський, Олександр Долженков, Василь Німченко та ще 44 нардепи скерували до Конституційного суду України подання щодо відповідності Конституції України закону «Про внесення змін до деяких законів України щодо підлеглості релігійних організацій та процедури державної реєстрації релігійних організацій зі статусом юридичної особи». 19 березня 2019 року Велика палата КСУ розглянула це питання і Конституційний Суд відмовив у відкритті провадження щодо конституційності закону щодо підлеглості й реєстрації релігійних організацій.
28 січня 2019 року законопроєкт підписаний Президентом України Петром Порошенком. 31 січня 2019 року закон набув чинності.

#### Положення
Відповідно до цього закону релігійні громади мають можливість змінювати свою церковну юрисдикцію на користь будь-якої іншої релігійної організації України у випадку прийняття на парафіяльних зборах не менше ніж двома третинами голосів рішення про такий перехід. Це рішення повинне бути затверджене підписами членів релігійної громади. Частина громади, незгідна з рішенням більшості, має право на створення нової релігійної громади та укладання договору про порядок користування тим самим майном або культовою будівлею з її власником. Щоб зареєструвати релігійну громаду, її члени повинні подати статут нової громади, копію рішення про її утворення, її найменування, обрання керівних органів, копію документа про право власності чи користування приміщенням та протокол загальних зборів, на яких було прийняте рішення про створення цієї релігійної громади.
Сама процедура зміни юрисдикції (місце проведення зборів, процедура голосування та підрахунку голосів) в ухваленому законі не визначена. За прийнятим законом під час процесу переходу громади заборонено здійснювати будь-які дії, які можуть стати причиною відчуження майна релігійної організації (продаж, обмін, застава, безоплатна передача).
Закон № 4128-д містить низку доповнень до Закону України «Про державну реєстрацію юридичних осіб, фізичних осіб — підприємців та громадських формувань», метою яких є запровадження «єдиного вікна» для реєстрації релігійних організацій як юридичних осіб.

#### Сприйняття
Низку зауважень до законопроєкту № 4128 та закону № 4128-д висловила українська правозахисна організація «Інститут релігійної свободи». Зокрема організація висловлювалась за необхідність доопрацювання Проєкту Закону № 4128, оскільки той не враховував особливості релігійних громад з фіксованим членством або чіткими вимогами до членства у власних статутах, містить неузгоджену термінологію та неузгодженість процедури реєстрації статутів релігійних організацій державними органами, створює необхідність повторної перереєстрації статутів релігійних громад, містить ознаки невиправданого втручання держави у внутрішні справи релігійних громад (зокрема порушення сфери внутрішньої самоорганізації та автономії релігійних громад шляхом впровадження уніфікованих критеріїв визначення членства, порядку прийняття рішень загальними зборами та їх оформлення всіх релігійних громадах усіх конфесій).
На думку цієї ж організації, одним з найбільших недоліків закону № 4128-д є запровадження нової перереєстрації всіх релігійних організацій через вимогу погодити їхні статути з новим законом впродовж року з моменту набрання ним чинності. Крім того, зазначалося, що необхідність нотаріального засвідчення кожного з підписів на новій редакції статуту та на протоколі загальних зборів релігійної організації може бути причиною значних фінансових витрат парафіян, а пропоновані зміни на момент засідання Комітету не були опубліковані для широкого загалу та розроблялися без участі громадськості, зокрема зацікавлених релігійних організацій.
Релігієзнавець Дмитро Горєвий висловив думку, що новий закон дає чіткий механізм зміни релігійними громадами церковної юрисдикції та повинен прискорити перехід громад з Української православної церкви (Московського патріархату) (УПЦ (МП)) до Православної церкви України (ПЦУ). На думку голови юридичного відділу УПЦ (МП), протоієрея Олександра Бахова, низка законопроєктів (зокрема № 4128, а також № 5309 та № 4511) були направлені на ліквідацію діяльності УПЦ МП в Україні та начебто повинні сприяти рейдерському захопленню релігійних громад. З іншого боку, за словами депутата від БПП Олексія Гончаренка, ухвалений закон навпаки спрямований на боротьбу з рейдерством.

## Перехід релігійних громад

### До ПЦУ
Після створення у результаті Об'єднавчого собору 15 грудня 2018 року Православної церкви України (ПЦУ) розпочався процес переходу до неї парафій з Української православної церкви (Московського патріархату) (УПЦ (МП)). Станом на 17 березня 2019 року до ПЦУ перейшло понад 500 релігійних громад. Після російське вторгнення в Україну 24 лютого 2022 року почалася нова хвиля переходів храмів до ПЦУ. Станом на 22 червня 2024 року, до ПЦУ перейшло 1746 релігійних громад.

### До УАПЦ
Список релігійних громад, що перейшли до Української автокефальної православної церкви (УАПЦ):
До списку вище не включена низка парафій через відсутність точних даних щодо їхнього складу:
- 12 парафій Мукачівської та Хустської єпархій УПЦ (МП), які перейшли до УАПЦ 10 червня 2015 року[24];
- 21 парафія, яка повернулася до УАПЦ з УАПЦ (о) в 2016 році[25].

### До УПЦ КП
Перехід релігійних громад до Української православної церкви Київського патріархату (УПЦ КП) відбувався з червня 1992 року, коли дана релігійна організація була створена, до грудня 2018 року, коли шляхом об'єднання православних юрисдикцій України була створена Православна церква України (ПЦУ). Перехід відбувався з Української православної церкви (Московського патріархату) (УПЦ (МП)) та з Української автокефальної православної церкви (УАПЦ).
Зміна православними парафіями України церковної юрисдикції з 1992 року серед іншого була обумовлена прагненням долучитися до становлення в Україні єдиної помісної православної церкви, з 2014 року — також збройною агресією Росії проти України. Окремі випадки переходів характеризувалися конфліктами, силовими захопленнями храмів, кримінальними справами та судовими процесами.

### До УПЦ (МП)
Список релігійних громад, що перейшли до Української православної церкви (Московського патріархату) (УПЦ (МП)):
До списку не включена низка храмів УПЦ КП у Криму (зокрема, у Севастополі, Сімферополі, Перевальному), які були захоплені російськими військовими після окупації в 2014 році півострову Росією і передані пізніше до УПЦ (МП), через відсутність точних даних щодо їхньої кількості, складу та часу захоплення.

### До автономної діяльності
Низка парафій в Україні вийшли з підпорядкування своєї релігійної організації і почали діяти самостійно, не приєднуючись до будь-якої іншої релігійної організації.

## Статистика
У 1990-ті роки релігійна ситуація характеризувалася як процесами реабілітації релігії в суспільстві, формуванням у громадськості позитивного образу релігії як важливої складової духовної культури, посиленням ролі релігії та церкви в усіх суспільних сферах, так і конфліктами із залученням значної кількості парафіян. У цей час відбувався процес формування структури основних релігійних організацій (зокрема УАПЦ, УПЦ КП та УПЦ (МП)), який супроводжувався міжконфесійними майновими суперечками, політизацією міжцерковних відносин, намаганням залучити парафіян з однієї православної конфесії в іншу, нестачею священнослужителів та їхнім переходом з однієї православної конфесії в іншу (переважно з УАПЦ в УПЦ КП). На 1994 рік УАПЦ втратила 601 парафію через їхній перехід в підпорядкування УПЦ КП. Проте найбільше протистояння відбувалося між УПЦ КП та УПЦ (МП).
У жовтні 1995 року група єпископів УПЦ КП, які виступали проти обрання митрополита Філарета патріархом, перейшли до УАПЦ, що стало причиною зменшення кількості парафій УПЦ КП на 400 громад. Проте майже всі парафії, що вийшли, повернулися до релігійної організації через певний час після інтронізації Філарета. Між УАПЦ та УПЦ КП декілька разів піднімалося питання про можливе об'єднання даних релігійних організацій.
Зміни конфесійної підлеглості значно активізувалися після агресії Росії проти України. Протягом 2014—2017 років свою церковну юрисдикцію змінили 153 православні та 30 протестантських громад. Найбільше переходів за цей період відбулося з УАПЦ до УПЦ КП (100 громад). З УПЦ (МП) до УПЦ КП перейшло 39 громад, 2 парафії перейшло до УАПЦ. Крім того, у 2015—2016 роках зафіксовано близько 30 випадків, коли частина громади виходила з УПЦ (МП) і реєструвала нову релігійну організацію. До 2014 року переходи здебільшого відбувалися через суб'єктивні, особисті причини, проте погляди парафіян та духовенства істотно змінилися після початку війни на сході України.
Кількість релігійних громад найбільших релігійних організацій України (понад 500 парафій станом на 01.01.2018):
| Станом на                                                                    | УПЦ (МП) | ПЦУ    | ПЦУ   | УГКЦ  | ВСЦ ЄХБ | УЦХВЄ | АСД   | РКЦ | Свідки Єгови | Разом  | Джерела              |
| ---------------------------------------------------------------------------- | -------- | ------ | ----- | ----- | ------- | ----- | ----- | --- | ------------ | ------ | -------------------- |
| 01.01.2024                                                                   | 10 586   | 8 075  | 8 075 | 3 500 | 2 469   | 1 690 | 975   | 935 | 457          | 34 171 | [ 53 ]               |
| 01.01.2023                                                                   | 11 439   | 7 645  | 7 645 | 3 519 | 2 566   | 1 702 | 1 053 | 950 | 502          | 35 040 | [ 53 ]               |
| 01.01.2021                                                                   | 12 069   | 6 981  | 6 981 | 3 495 | 2 524   | 1 683 | 1 021 | 944 | 927          | 37 049 | [ 54 ]               |
| Станом на                                                                    | УПЦ (МП) | УПЦ КП | УАПЦ  | УГКЦ  | ВСЦ ЄХБ | УЦХВЄ | АСД   | РКЦ | Свідки Єгови | Разом  | Джерела              |
| 01.01.2019                                                                   | 12 437   | 5 363  | 1 171 | 3 470 | 2 484   | 1 635 | 1 024 | 943 | 941          | 35 162 | [ 56 ]               |
| 01.01.2018                                                                   | 12 348   | 5 167  | 1 167 | 3 433 | 2 484   | 1 621 | 1 017 | 937 | 913          | 34 637 | [ 40 ]               |
| 01.01.2017                                                                   | 12 328   | 5 114  | 1 195 | 3 394 | 2 479   | 1 601 | 1 016 | 934 | 919          | 34 385 | [ 57 ]               |
| 01.01.2016                                                                   | 12 334   | 4 921  | 1 188 | 3 366 | 2 532   | 1 605 | 1 036 | 933 | 928          | 34 183 | [ 58 ] [ 59 ] [ 60 ] |
| 01.01.2015                                                                   | 12 241   | 4 738  | 1 225 | 3 769 | 2 518   | 1 610 | 1 037 | 931 | 933          | 33 781 | [ 41 ]               |
| 01.01.2014                                                                   | 12 714   | 4 661  | 1 185 | 3 765 | 2 576   | 1 616 | 1 064 | 942 | 1 030        | 33 993 | [ 42 ]               |
| 01.01.2013                                                                   | 12 485   | 4 536  | 1 205 | 3 734 | 2 554   | 1 533 | 1 025 | 919 | 642          | 33 581 | [ 43 ]               |
| 01.01.2012                                                                   | 12 230   | 4 455  | 1 208 | 3 699 | 2 544   | 1 510 | 1 025 | 913 | 654          | 32 521 | [ 44 ]               |
| 01.01.2011                                                                   | 11 952   | 4 371  | 1 190 | 3 646 | 2 539   | 1 496 | 1 022 | 909 | 671          | 32 521 | [ 45 ]               |
| 01.01.2010                                                                   | 11 704   | 4 251  | 1 194 | 3 597 | 2 532   | 1 472 | 1 016 | 904 | 676          | 31 257 | [ 46 ]               |
| 01.01.2009                                                                   | 11 444   | 4 093  | 1 183 | 3 566 | 2 516   | 1 455 | 1 005 | 901 | 685          | 31 257 | [ 47 ]               |
| 01.01.2008                                                                   | 11 233   | 3 963  | 1 178 | 3 526 | 2 487   | 1 433 | 1 000 | 895 | 682          | 30 670 | [ 48 ]               |
| 01.01.2007                                                                   | 10 972   | 3 824  | 1 154 | 3 476 | 2 462   | 1 403 | 987   | 883 | 669          | 29 913 | [ 49 ]               |
| 01.01.2006                                                                   | 10 763   | 3 685  | 1 164 | 3 438 | 2 436   | 1 391 | 978   | 872 | 653          | 29 262 | [ 50 ]               |
| Станом на                                                                    | УПЦ (МП) | УПЦ КП | УАПЦ  | УГКЦ  | ВСЦ ЄХБ | УЦХВЄ | АСД   | РКЦ | Свідки Єгови | Разом  | Джерела              |
| 01.01.2005                                                                   | 10 566   | 3 484  | 1 172 | 3 386 | 2 394   | 1 364 | 948   | 870 | 626          | 28 481 | [ 61 ]               |
| 01.01.2004                                                                   | 10 310   | 3 352  | 1 154 | 3 328 | 2 311   | 1 349 | 941   | 854 | 579          | 27 579 | [ 62 ]               |
| 01.01.2003                                                                   | 9 952    | 3 186  | 1 107 | 3 292 | 2 153   | 1 240 | 916   | 840 | 536          | 26 271 | [ 63 ]               |
| 01.01.2002                                                                   | 9 423    | 3 010  | 1 052 | 3 289 | 2 113   | 1 131 | 857   | 818 | 488          | 24 919 | [ 64 ]               |
| 01.01.2001                                                                   | 8 953    | 2 760  | 1 013 | 3 268 | 2 033   | 1 066 | 794   | 798 | 371          | 23 400 | [ 65 ]               |
| 01.01.2000                                                                   | 8 403    | 2 471  | 988   | 3 234 | 1 842   | 975   | 711   | 770 | 312          | 21 693 | [ 66 ]               |
| 01.01.1999                                                                   | 7 911    | 2 261  | 1 045 | 3 198 | 1 740   | 874   | 657   | 751 | 300          | 20 309 | [ 67 ]               |
| 01.01.1998                                                                   | 7 357    | 1 880  | 1 060 | 3 143 | 1 652   | 854   | 604   | 732 | 281          | 19 005 | [ 68 ]               |
| 01.01.1997                                                                   | 6 816    | 1 499  | 1 163 | 3 087 | 1 536   | 802   | 526   | 712 | 255          | 17 610 | [ 69 ]               |
| 1994                                                                         | 5 998    | 1 232  | 889   |       |         |       |       |     |              |        | [ 37 ]               |
| 1992                                                                         | 5 473    | —      | 1 490 | 2 643 |         |       |       |     |              |        | [ 37 ] [ 52 ]        |
| — православні, — католицькі, — протестантські, — інші релігійні організації. |          |        |       |       |         |       |       |     |              |        |                      |

### Виноски
1. ↑  Закон України «Про свободу совісті та релігійні організації». Архів оригіналу за 8 квітень 2018. Процитовано 5 лютого 2019.
2. ↑  Як громаді віруючих змінити юрисдикцію і вийти з церкви країни-агресора. forpost.lviv.ua (укр.). 4 листопада 2017. Архів оригіналу за 27 жовтня 2018. Процитовано 5 лютого 2019.
3. ↑  Об'єднання церков: представник АП закликає дати час громадам для самовизначення. zik.ua. ZIK. 4 лютого 2019. Архів оригіналу за 4 лютий 2019. Процитовано 5 лютого 2019.
4. ↑  Рада ухвалила закон про перехід церковних громад. www.ukrinform.ua. Укрінформ. 17.01.2019. Архів оригіналу за 17.01.2019. Процитовано 5 лютого 2019.
5. ↑  Екслюзив. Новий законопроект про перехід громад: основні положення. cerkvarium.org. Cerkvarium. 16 січня 2019. Процитовано 5 лютого 2019. {{cite web}}: Недійсний |мертвий-url=dead (довідка)
6. ↑  Перехід до ПЦУ: Рада ухвалила закон про зміну підлеглості релігійних громад. Волинські новини. 17 Січня 2019. Архів оригіналу за 19 січня 2019. Процитовано 5 лютого 2019.
7. ↑  Парубій підписав "церковний" закон і закрив дев'яту сесію Ради. www.pravda.com.ua. Українська правда. 18 січня 2019. Архів оригіналу за 18 січень 2019. Процитовано 5 лютого 2019.
8. ↑  Рада не підтримала пропозиції скасувати "церковний закон", Парубій підписав його у сесійній залі. ua.interfax.com.ua. Інтерфакс. 18.01.2019. Архів оригіналу за 03.02.2019. Процитовано 5 лютого 2019.
9. ↑  КС відмовив у оцінці закону про перехід релігійних громад у ПЦУ. Українська правда (укр.).
10. ↑  Порошенко підписав закон про переходи релігійних громад. www.radiosvoboda.org. Радіо «Свобода». 28 Січень 2019. Процитовано 5 лютого 2019.
11. ↑  Перехід до ПЦУ: в Україні набув чинності закон про підлеглість релігійних громад. espreso.tv. Еспресо TV. 31 січня 2019. Архів оригіналу за 1 лютий 2019. Процитовано 5 лютого 2019.
12. 1 2  Рада затвердила процедуру переходу релігійних громад. Як тепер приєднатися до іншої церкви. tsn.ua. ТСН. 17 січня 2019. Архів оригіналу за 3 лютий 2019. Процитовано 5 лютого 2019.
13. 1 2 3  Михайло Глуховський (17 січня 2019). Як перейти з Московської церкви в Українську. Усі деталі нового закону. glavcom.ua. Главком. Архів оригіналу за 1 лютий 2019. Процитовано 5 лютого 2019.
14. 1 2  Нова редакція проекту № 4128 потребує корекції в інтересах усіх церков. www.rkc.lviv.ua. Львівська Архідієцезії Римсько-Католицької Церкви. 17.01.2019. Процитовано 5 лютого 2019.
15. ↑  Експертний коментар ІРС до проекту Закону № 4128 щодо зміни релігійними громадами підлеглості. www.irs.in.ua. Інститут релігійної свободи. 15.01.2019. Процитовано 5 лютого 2019.
16. ↑  Максим Васін (19/01/2019). Реєстрація церков по-новому. catholicnews.org.ua. Католицький Оглядач. Процитовано 5 лютого 2019.
17. ↑  Раніше релігійні громади були «кріпаками» у релігійних центрів, – релігієзнавець про зміни до закону про свободу совісті. dyvys.info. Дивись.info. 17 січня 2019. Процитовано 5 лютого 2019.
18. ↑  Церковні закони спрямовані на ліквідацію УПЦ МП, - юрвідділ церкви. www.rbc.ua. РБК-Україна. 16.01.2019. Процитовано 5 лютого 2019.
19. ↑  Закон про перехід громад до ПЦУ є антирейдерським, - нардеп. www.rbc.ua. РБК-Україна. 17.01.2019. Процитовано 5 лютого 2019.
20. ↑  Перші півтисячі: до ПЦУ приєднались вже понад 500 парафій УПЦ МП. tsn.ua. ТСН. 17 березня 2019. Процитовано 27 квітня 2019.
21. ↑  За пів року декілька сотень парафій УПЦ перейшли до ПЦУ: Волинь у четвірці найактивніших областей. БУГ - інформаційний сайт Західної Волині (укр.). 6 вересня 2022. Процитовано 12 вересня 2022.
22. ↑  Монастир УПЦ (МП) прийняла у свою юрисдикцію УАПЦ .(ФОТО). www.kyrios.org.ua. КІРІОС. 21 серпня 2015. Архів оригіналу за 30 грудень 2016. Процитовано 5 лютого 2019.
23. ↑  На Закарпатті до УАПЦ перейшла група віруючих з МП. www.kyrios.org.ua. КІРІОС. 5 лютого 2016. Архів оригіналу за 28 квітень 2017. Процитовано 5 лютого 2019.
24. ↑  Група парафій і священиків перейшла з УПЦ (МП) в Карпатську єпархію УАПЦ. www.kyrios.org.ua. КІРІОС. 14 червня 2015. Архів оригіналу за 30 грудень 2016. Процитовано 5 лютого 2019.
25. ↑  УАПЦ відмежувалася від об’єднання УГКЦ і Харківсько-Полтавської єпархії УАПЦ (о). www.religion.in.ua. Релігія в Україні. 24.05.2016. Архів оригіналу за 29.04.2017. Процитовано 5 лютого 2019.
26. ↑  Унікальний храм XVIII ст. поблизу відомого Підгорецького замку потребує термінової реставрації. risu.org.ua. РІСУ. 26 серпня 2016. Архів оригіналу за 1 листопад 2016. Процитовано 5 лютого 2019.
27. ↑  8 парафій УАПЦ перейшли до УПЦ КП. www.religion.in.ua. Релігія в Україні. 14.04.2015. Архів оригіналу за 01.02.2019. Процитовано 5 лютого 2019.
28. ↑  «Парад переходів»: УПЦ КП і УПЦ (МП) по-різному трактують зміну юрисдикції парафій. www.religion.in.ua. Релігія в Україні. 10.10.2014. Архів оригіналу за 28.07.2018. Процитовано 5 лютого 2019.
29. ↑  Томосова сотня: скільки парафій і як попрощалися з московським патріархатом. kamin.rayon.in.ua. СІД ІНФОРМ. 21.01.2019. Архів оригіналу за 01.02.2019. Процитовано 5 лютого 2019.
30. 1 2 3 4 5 6  Київський Патріархат на Вінниччині: мінус 4 храми. risu.org.ua. РІСУ. 17 березня 2010. Архів оригіналу за 1 лютий 2019. Процитовано 5 лютого 2019.
31. ↑  До ПЦУ приєдналася громада найбільшого і найстарішого лікарняного храму Вінниччини. orthodox.vinnica.ua. Вінницька єпархія Православної Церкви України. 23 грудня 2018. Архів оригіналу за 26 грудень 2018. Процитовано 5 лютого 2019.
32. ↑  У храм на Вінниччині призначили нового священика, бо попередній не хотів покидати московський патріархат. www.vinnitsa.info. Вінниця.info. 8 січня 2019. Архів оригіналу за 14 січень 2019. Процитовано 5 лютого 2019.
33. ↑  УПЦ (Московського Патріархату) відібрала у селян церкву. risu.org.ua. РІСУ. 29 червня 2017. Архів оригіналу за 29 грудень 2018. Процитовано 5 лютого 2019.
34. ↑  В Кременчуцькій єпархії спростували інформацію про «захоплення храму УАПЦ». spzh.news. СПЖ. 5 липня 2017. Процитовано 5 лютого 2019.
35. 1 2  В оккупированном Крыму 38 из 46 парафий УПЦ КП прекратили существование. www.ukrinform.ru. Укрінформ. 09.10.2018. Процитовано 5 лютого 2019.
36. ↑  Старообрядницька парафія на Буковині вийшла з підпорядкування Московської митрополії. risu.org.ua. РІСУ. 24 грудня 2018. Процитовано 5 лютого 2019.
37. 1 2 3  Рощина Л. О. Стан українського православ'я в перше десятиріччя незалежності України / Л. О. Рощина, І. К. Тюльченко // Наукові праці історичного факультету Запорізького національного університету. — 2014. — Вип. 38. — С. 255-259.
38. ↑  Історія Української Православної Церкви - Київського Патріархату. risu.org.ua. РІСУ. 16 листопада 2011. Архів оригіналу за 26 серпень 2018. Процитовано 5 лютого 2019.
39. ↑  Андрій Юраш (29 березня 2018). Конфесійну приналенажність в Україні готові змінювати не лише православні, - Андрій Юраш. risu.org.ua. РІСУ. Процитовано 5 лютого 2019.
40. 1 2 3  Релігійні організації в Україні (станом на 1 січня 2018 р.). risu.org.ua. РІСУ. 31 березня 2018. Архів оригіналу за 29 грудень 2018. Процитовано 5 лютого 2019.
41. 1 2  Релігійні організації в Україні (станом на 1 січня 2015 р.). risu.org.ua. РІСУ. 30 травня 2015. Архів оригіналу за 17 липень 2018. Процитовано 5 лютого 2019.
42. 1 2  Релігійні організації в Україні (станом на 1 січня 2014 р.). risu.org.ua. РІСУ. 4 квітня 2014. Архів оригіналу за 1 грудень 2017. Процитовано 5 лютого 2019.
43. 1 2  Релігійні організації в Україні (станом на 1 січня 2013 р.). risu.org.ua. РІСУ. 27 березня 2013. Архів оригіналу за 6 лютий 2017. Процитовано 5 лютого 2019.
44. 1 2  Релігійні організації в Україні (станом на 1 січня 2012 р.). risu.org.ua. РІСУ. 27 квітня 2012. Архів оригіналу за 6 лютий 2017. Процитовано 5 лютого 2019.
45. 1 2 3  Релігійні організації в Україні (станом на 1 січня 2011 р.). risu.org.ua. РІСУ. 26 червня 2012. Архів оригіналу за 6 лютий 2017. Процитовано 5 лютого 2019.
46. 1 2  Релігійні організації в Україні (станом на 1 січня 2010 р.). risu.org.ua. РІСУ. Процитовано 6 лютого 2019.{{cite web}}:  Обслуговування CS1: Сторінки з параметром url-status, але без параметра archive-url (посилання)
47. 1 2  Релігійні організації в Україні (станом на 1 січня 2009 р.). risu.org.ua. РІСУ. Процитовано 6 лютого 2019.{{cite web}}:  Обслуговування CS1: Сторінки з параметром url-status, але без параметра archive-url (посилання)
48. 1 2  Релігійні організації в Україні (станом на 1 січня 2008 р.). risu.org.ua. РІСУ. Процитовано 6 лютого 2019.{{cite web}}:  Обслуговування CS1: Сторінки з параметром url-status, але без параметра archive-url (посилання)
49. 1 2  Релігійні організації в Україні (станом на 1 січня 2007 р.). risu.org.ua. РІСУ. Процитовано 6 лютого 2019.{{cite web}}:  Обслуговування CS1: Сторінки з параметром url-status, але без параметра archive-url (посилання)
50. 1 2  Релігійні організації в Україні (станом на 1 січня 2006 р.). risu.org.ua. РІСУ. Процитовано 6 лютого 2019.{{cite web}}:  Обслуговування CS1: Сторінки з параметром url-status, але без параметра archive-url (посилання)
51. 1 2  Скільки парафій має Московський патріархат в Україні. 24tv.ua. 24 Канал. 27 січня 2019. Процитовано 5 лютого 2019.
52. 1 2  Палінчак М. М. Мережа релігійних організацій в Україні: стан та перспективи розвитку // Актуальні проблеми політики зб. наук. пр. / редкол.: С. В. Ківалов (голов. ред.), Л. І. Кормич (заст. голов. ред.), М. А. Польовий (відп. секр.) [та ін.] ; НУ «ОЮА», Південноукр. центр гендер. проблем.. — Одеса : Фенікс, 2015. — Вип. 55. — С. 205-214.
53. 1 2  Релігія | ДЕСС
54. ↑  Статистика | Релігія. ДЕСС (укр.). Процитовано 12 вересня 2022.
55. ↑  Перед Об'єднавчим собором КП та УАПЦ постановили саморозпуск, нова церква є їхньою спадкоємицею — речник КП. hromadske.ua. Громадське телебачення. 16 грудня 2018. Архів оригіналу за 17 грудень 2018. Процитовано 5 лютого 2019.
56. ↑  Релігійні організації в Україні (станом на 1 січня 2019 р.). risu.org.ua. РІСУ. 17 квітня 2019. Процитовано 27 квітня 2019.{{cite web}}:  Обслуговування CS1: Сторінки з параметром url-status, але без параметра archive-url (посилання)
57. ↑  Релігійні організації в Україні (станом на 1 січня 2017 р.). risu.org.ua. РІСУ. 11 червня 2017. Архів оригіналу за 29 грудень 2018. Процитовано 5 лютого 2019.
58. ↑  Релігійні організації в Україні (станом на 1 січня 2016 р.). risu.org.ua. РІСУ. 11 червня 2017. Архів оригіналу за 29 серпень 2018. Процитовано 5 лютого 2019.
59. ↑  Володимир Мельник (26.09.2016). Мовою цифр і персоналій: єпархії, вікаріати та єпископат УПЦ (МП), УПЦ КП, УАПЦ у 2016 році. www.religion.in.ua. Релігія в Україні. Архів оригіналу за 15.08.2017. Процитовано 5 лютого 2019.
60. ↑  Володимир Мельник (19.10.2016). Мовою цифр і персоналій: єпархії, дієцезії, екзархати та єпископат УГКЦ і РКЦ у 2016 році. www.religion.in.ua. Релігія в Україні. Архів оригіналу за 15.08.2017. Процитовано 5 лютого 2019.
61. ↑  Релігійні організації в Україні (станом на 1 січня 2005 р.). risu.org.ua. РІСУ. Процитовано 6 лютого 2019.{{cite web}}:  Обслуговування CS1: Сторінки з параметром url-status, але без параметра archive-url (посилання)
62. ↑  Релігійні організації в Україні (станом на 1 січня 2004 р.). risu.org.ua. РІСУ. Процитовано 6 лютого 2019.{{cite web}}:  Обслуговування CS1: Сторінки з параметром url-status, але без параметра archive-url (посилання)
63. ↑  Релігійні організації в Україні (станом на 1 січня 2003 р.). risu.org.ua. РІСУ. Процитовано 6 лютого 2019.{{cite web}}:  Обслуговування CS1: Сторінки з параметром url-status, але без параметра archive-url (посилання)
64. ↑  Релігійні організації в Україні (станом на 1 січня 2002 р.). risu.org.ua. РІСУ. Процитовано 6 лютого 2019.{{cite web}}:  Обслуговування CS1: Сторінки з параметром url-status, але без параметра archive-url (посилання)
65. ↑  Релігійні організації в Україні (станом на 1 січня 2001 р.). risu.org.ua. РІСУ. Процитовано 6 лютого 2019.{{cite web}}:  Обслуговування CS1: Сторінки з параметром url-status, але без параметра archive-url (посилання)
66. ↑  Релігійні організації в Україні (станом на 1 січня 2000 р.). risu.org.ua. РІСУ. Процитовано 6 лютого 2019.{{cite web}}:  Обслуговування CS1: Сторінки з параметром url-status, але без параметра archive-url (посилання)
67. ↑  Релігійні організації в Україні (станом на 1 січня 1999 р.). risu.org.ua. РІСУ. Процитовано 6 лютого 2019.{{cite web}}:  Обслуговування CS1: Сторінки з параметром url-status, але без параметра archive-url (посилання)
68. ↑  Релігійні організації в Україні (станом на 1 січня 1998 р.). risu.org.ua. РІСУ. Процитовано 6 лютого 2019.{{cite web}}:  Обслуговування CS1: Сторінки з параметром url-status, але без параметра archive-url (посилання)
69. ↑  Релігійні організації в Україні (станом на 1 січня 1997 р.). risu.org.ua. РІСУ. Процитовано 6 лютого 2019.{{cite web}}:  Обслуговування CS1: Сторінки з параметром url-status, але без параметра archive-url (посилання)
70. ↑  Are Jehovah’s Witnesses Protestants?. www.jw.org. Свідки Єгови. Архів оригіналу за 20 серпень 2017. Процитовано 5 лютого 2019.